# هادریان
پوبلیوس آئلیوس ترایانوس هادریانوس (به لاتین: Publius Aelius Traianus Hadrianus) (زاده ۲۴ ژانویه ۷۶ - مرگ ۱۰ ژوئیه ۱۳۸) امپراتور روم از ۱۱۷ تا ۱۳۸ میلادی بود. وی در ایتالیکا، هیسپانیا بایتیکا در خانواده ای ایتالیائی-اسپانیائی که اصل و نسبش به شهر ایتالیایی اتری در پیچه نوم∗ بازمی‌گشت و در اسپانیا سکونت گزیده بودندْ متولد گردید. پدرش مقام سناتوری داشت و عموزاده∗ (یا عمه زاده) امپراتور تراژان بود. وی با نوه خواهر∗ تراژان به نام ویبیا سابینا∗ازدواج نمود _احتمالاً به سفارش همسر تراژان یعنی پومپیئا پلوتینا. پلوتینا به همراه دوست صمیمی و مشاور تراژان به نام لوکیوس لیکینیوس سورا∗ نگرش مثبتی نسبت به هادریان داشتند. زمانی که تراژان در گذشت، بیوه اش ادعا نمود که تراژان لحظاتی قبل از مرگش هادریان را نامزد جانشینی خود نموده بود.
ارتش و سنای روم جانشینی هادریان را تأیید نمودند اما به زودی چهار تن از سناتورهای برجسته به‌طور غیرقانونی به مرگ محکوم شدند. آنان با هادریان مخالفت نموده یا ظاهراً جانشینی او را به چالش کشانده بودند، و سنا وی (هادریان) را مسئول اعدام آنان دانست و هرگز وی را مورد عفو قرار نداد. وی با به بوته فراموشی سپردنِ سیاست‌های توسعه طلبانهٔ ∗ تراژان و دستاوردهای مرزی وی در بین النهرین، آشور، ارمنستانِ روم، و بخش‌هایی از داکیه مخالفت و نارضایتی هرچه بیشتر نخبگان سیاسی را سبب شد. هادریان ترجیح داد بر گسترش مرزهایی ثابت و دفاعی، و متحد سازی مردمان پراکندهٔ امپراتوری سرمایه‌گذاری نماید. وی به خاطر احداث دیوار هادریان معروف است، دیواری که حدود شمالی بریتانیا را مشخص کرد.
هادریان با شور و حرارت آرمان‌های امپریالیستی و علایق شخصی اش را تعقیب نمود. وی در معیت یک هیئت امپراتوری∗ متشکل از کارشناسان∗ و مسئولان اجرایی∗ تقریباً از تمامی ایالات امپراتوری بازدید نمود. وی آمادگی نظامی∗ و انضباط∗ را تشویق نمود؛ و مؤسسات گوناگون مدنی، مذهبی∗ و پروژه‌های ساختمانی را طراحی کرده یا شخصاً مورد حمایت مالی∗ قرار داد. در خود شهر روم، وی پانتئون را بازسازی نمود و معبد بسیار عظیم ونوس و روما∗ را بنا نمود. در مصر شاید وی بوده که سراپیوم اسکندریه∗ را بازسازی کرده‌است. او یک ستایندهٔ پُرحرارت یونان باستان بود و کوشید آتن را پایتخت فرهنگی امپراتوری قرار دهد و برای همین به ساخت شمار زیادی معبد مجلل در آنجا سفارش نمود. رابطهٔ نزدیک وی با یک نوجوان یونانی به نام آنتینوس و مرگ نابهنگام این پسرکْ سبب گردید هادریان دست به ابداع سنت شایعی در اواخر حکمرانی اش بزند. (رجوع شود به مقاله آنتینوس). وی شورش بارکوخبا در یهودا را سرکوب نمود، اما مابقی دوران حکمرانی اش در صلح سپری شد.
سال‌های پایانی زندگانی هادریان با ابتلاء به بیماری دیرپایی سپری گردید. وی به شورش بارکوخبا چونان شکست آرمان پان هلنیستی∗اش نگریست. وی دو سناتور دیگر را به سبب اتهام توطئه‌شان علیه خود اعدام نمود و همین امر خشم هرچه افزونتر نخبگان را برانگیخت. ازدواج وی با ویبیا سابینا نامیمون بود و آنان صاحب فرزندی نشدند؛ وی آنتونینوس پیوس را به فرزندخواندگی انتخاب نمود و در ۱۳۸ وی را جانشین خود اعلام نمود، آن هم در شرایطی که آنتونینوس پیوسْ هم مارکوس آئورلیوس و لوسیوس وروس را به عنوان وارثین خود برگزید. هادریان در همان سال در ۱۳۸ در بای وفات یافت و آنتونینوس پیوس با وجود مخالفت سنا وی را تقدیس∗ نمود. ادوارد گیبون وی را در زمرهٔ پنج امپراتور خوب جای می‌دهد، یک "دیکتاتور خیرخواه"؛ مجلس سنای زمان هادریان اما وی را شخصیتی منزوی∗ و اقتدارگرا∗ یافت. او [دارای شخصیتی] مبهم∗ و متناقض∗، توصیف شده که می‌تواند هم دارای سخاوت شخصی فراوان∗ و هم سنگدلی مفرط باشد؛ و به واسطهٔ کنجکاوی حریصانه∗، خودپسندی∗، و جاه طلبی∗به جلو رانده می‌شد. جذبهٔ مدرن نسبت به وی تا حد زیادی به لطف رمان خاطرات هادریان∗(۱۹۵۱) نوشتهٔ مارگریت یورسنار زنده شده‌اند.

## زندگانی اولیه

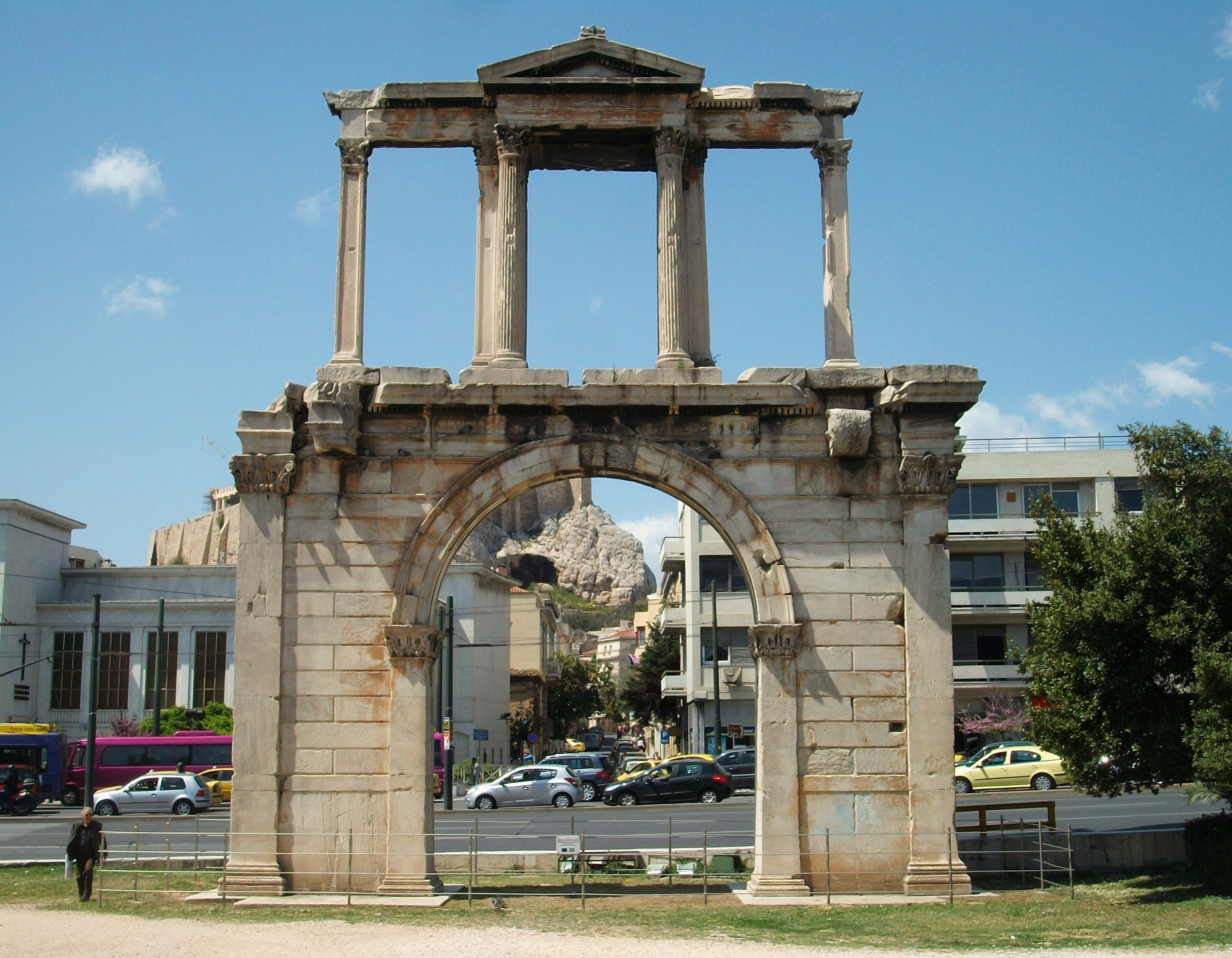
طاق هادریان در آتن مرکزی، یونان. علاقهٔ امپراتور رومی به فرهنگ یونانی در چنین آثاری بازتاب یافته‌است.

هادریان در ۲۴ ژانویه ۷۶ میلادی احتمالاً در ایتالیکا(نزدیک سویل امروزی) در ایالت رومی هیسپانیا بایتیکا زاده شد؛ البته یک زندگینامه نویس رومی ادعا می‌کند که وی در روم زاده شده‌است. نام وی را پوبلیوس الیوس هادریانوس∗ نهادند. پدرش پوبلیوس الیوس هادریانوس آفر∗ نام داشت؛ سناتوری با درجهٔ پرایتور، که در ایتالیکا زاده و بزرگ شده بود اما به سبب نسل اندر نسل در طول سده‌ها، نَسَب وی به خانواده ای از هادریا (امروزه با نام اتری)، شهری باستانی در پیچه نوم∗ بازمی‌گشت. خانواده پس از تأسیس شهر ایتالیکا توسط شیپیو آفریکانوس∗ در آنجا سکونت گزیدند. مادر هادریان دومیتیا پائولینا∗ دختر یک خانواده برجستهٔ سناتوری هیسپانیک-رومی اهل گادس∗ (کادیس) بود. تنها خواهر یا برادرشْ یک خواهر به نام الیا دومیتیا پائولینا∗ بود که از وی بزرگتر بود. نوهٔ خواهرش∗ به نام گنایوس پدانیوس فوسکوس سالیناتور∗ اهل بارسینو∗(بارسلون) بعدها در ۱۱۸ همکار هادریان به عنوان کنسول مشترک∗ گردید. به عنوان یک سناتور، پدر هادریان باید بخش زیادی از زندگی اش را در روم می‌گذراند. قابل توجه‌ترین پیوند خانوادگی هادریان با تراژان_پسرعموی (یا پسر عمه)∗ پدرش_ بود، کسی که وی نیز صاحب مقام سناتوری بود، و در در ایتالیکا زاده شده و رشد یافته بود. هادریان و تراژان هر دو _به گفتهٔ اورلیوس ویکتور_ "بیگانه"∗ و" مردمانی از خارج"∗(advenae) بودند.
والدین هادریان در ۸۶ میلادی درگذشتند، زمانی که وی ده سال سن داشت. وی و خواهرش تحت سرپرستی تراژان و پوبلیوس آسیلیوس آتیانوس∗ (کسی که بعدها فرماندار پرایتوری∗ تراژان شد) درآمدند. هادریان از لحاظ جسمانی فعال بود، و از شکار مفرح می‌گردید؛ زمانی که ۱۴ سال سن داشت تراژان وی را به روم فراخواند و برایش تحصیلات عالی تری که زیبندهٔ یک آریستوکرات جوان رومی بود را فراهم نمود. شوق هادریان به ادبیات یونان باستان و فرهنگ [ــِـ آن] نام مستعار گرایکولوس∗(معادل Greekling به معنای یونانی کوچک) را برایش به ارمغان آورد.

## خدمت
نخستین منصب رسمی هادریان در مقام عضوی ازدادگاهی مدنی به نام decemviri stlitibus judicandis∗ بود، این دادگاهْ خود یکی از شش ادارهٔ مدنیِ ویجینتیسکسویری∗ بود که پائین‌ترین رتبه را در سلسله مناصب اداری امپراتوری داشت، و هادریان می‌توانست از طریق آن به منصبی بالاتر و حرفهٔ سناتوری جهش نماید. وی سپس به عنوان تریبون نظامی∗ خدمت نمود؛ ابتدا با لژیون دوم آدیوتری∗ در سال ۹۵ و سپس با لژیون پنجم مقدونیه∗. در طول مدت خدمت دوم هادریان به عنوان تریبون، امپراتور نروای پا به سن گذاشته و ضعیفْ تراژان را به عنوان وارث خود برگزید؛ هادریان اعزام شد تا اخبار را به تراژان برساند_ و به احتمال قوی خودْ یکی از چندین پیکی بود که به همین مأموریت برگزیده شده بودند. سپس هادریان به لژیون بیست و دوم پریمیجنیه∗ منتقل شد و سومین منصب تریبونی اش را تجربه نمود. این سه تریبون به وی چند مزیت شغلی بخشیدند: بسیاری از فرزندان اشرافیِ خانواده‌های بزرگترِ سناتوری می‌توانستند با یک یا حداکثر دو تریبون نظامی به عنوان لازمهٔ منصب بالاتر خدمت نمایند. گفته شده زمانی که نروا در ۹۸ درگذشت، هادریان در رساندن این خبر به تراژان شتاب (زرنگی)∗ کرد تا از پیک رسمی ای که توسط فرماندار _ رقیب وی به نام لوسیوس جولیوس اورسوس سرویانوس∗_ فرستاده شده بودْ پیشی گیرد.
در ۱۰۱ هادریان به روم بازگشت، وی به عنوان کوایستور∗ برگزیده شده بود، سپس کوایستور ایمپراتوریس ترایانی∗ گردید، یعنی افسر رابط∗ میان امپراتور و مجمع سنا؛ و برای آنان فرامین و سخنان امپراتور را قرائت می‌نمود_ و شاید هم وی این فرامین را به نیابت از امپراتور کتابت می‌کرد. در منصب سایه‌نویس امپراتوری نیز وی جای لیسینیوس سورا _دوست نیرومند و تاج بخش تراژان_ که به تازگی وفات یافته بود را گرفت. سِمت بعدی اش اب اکتیس سناتوس∗ بود که مؤظف به ثبت و ضبط اسناد سنا (مانند یک منشی یا دبیر) بود. در طول جنگ اول داکیه∗، هادریان به عنوان عضوی از همراهان شخصی تراژان وی را همراهی نمود، اما از سمت نظامی اش معاف گردید تا در ۱۰۵ به عنوان تریبون مردم به خدمت مشغول گردد. با پایان جنگ، وی احتمالاً به عنوان پرایتور نیز انتخاب شد. در طول دومین جنگ داکیه، هادریان بار دیگر در خدمت شخصی تراژان بود، اما معاف گردید تا به عنوان لگاتوس∗ لژیون یکم مینروا∗ خدمت نماید، سپس در ۱۰۷ به عنوان فرماندار پانونیا سُفلی∗ برگزیده شد و مؤظف بود «سرم‌ها را به عقب براند».
اکنون در میانه دهه سوم زندگی اش، هادریان به یونان سفر نمود؛ به وی شهروندی آتن اعطا گردید و برای مدتی مختصر به سِمت اپونیموس آرخون∗ برگزیده شد (در 112). آتنی‌ها همچنین به وی تندیسی حکّاکی شده را در تئاتر دیونیسوس هدیه دادند. از این زمان تا جنگ‌های پارتی تراژان خبری از وی نیست. ممکن است که وی تا هنگام بازفراخوانده شدنش به هیئت امپراتوری_ زمانی که به عنوان لگاتوس∗ در لشکر کشی تراژان علیه پارتها شرکت جست_ در یونان مانده باشد. زمانی که حاکم سوریه برای مقابله با دردسری که بار دیگر در داکیه سر برآورده بودْ فرستاده شد، هادریان با اختیار فرماندهی مستقل به جانشینی وی برگزیده شد. تراژان جداً آسیب دید، و با کشتی عازم روم گردید در حالی که هادریان به عنوان فرماندهٔ دفاکتوی ارتش خاوری روم در سوریه باقی ماند. تراژان تا شهر ساحلی سلینوس∗ (امروزه با عنوان غازی‌پاشا) در کیلیکیه دور شد و در۸ اوت در همان‌جا درگذشت؛ تا از وی به عنوان یکی از تحسین شده‌ترین، محبوبترین و برترین امپراتوران روم یاد شود.

### رابطه با تراژان و خانواده‌اش
در حول و حوش دوران تصدی منصب کوایستوری∗_در ۱۰۰ یا ۱۰۱_ هادریان با نوه خواهر∗ هفده یا هجده سالهٔ تراژان به نام ویبیا سابینا ازدواج نمود. خودِ تراژان به نظر می‌رسید که نسبت به این ازدواج رغبتی ندارد، و نیز بعدها ثابت شد که روابط این زوج با یکدیگر به گونه ای رسواکننده خراب است. ممکن است ازدواج توسط همسر امپراتور یعنی پومپیا پلوتینا ترتیب داده شده باشد. این بانوی فرهیخته∗و متنفذ در بسیاری از ارزش‌ها و علایق با هادریان اشتراک فکری داشت؛ از جمله ایدهٔ امپراتوری روم به عنوان [حکومتی] مشترک‌المنافع∗ با یک زیربنای فرهنگی هلنی (یونانی)∗. اگر هادریان به عنوان جانشین تراژان منصوب می شدْ پلوتینا و خانواده گسترده اش می‌توانستند پرستیژ اجتماعی و نفوذ سیاسی شان را پس از مرگ تراژان نیز حفظ کنند. هادریان همچنین توانست روی پشتیبانی مادرهمسر خود سالونینا ماتیدیا که فرزندِ خواهرِ محبوب تراژان یعنی اولپیا مارچانا∗ بود حساب کند. زمانی که اولپیا مارچانا در ۱۱۲ درگذشت، تراژان وی را تقدیس∗ نمود و سالونینا ماتیدیا را عنوان آگوستا بخشید.
رابطهٔ شخصی هادریان با تراژان پیچیده بود و ممکن است سرد بوده باشد. هادریان ظاهراً می‌کوشید به واسطهٔ طرح دوستی ریختن با دوستان پسر تراژان (تراژان گرایش‌های همجنس‌گرایانه داشت) نفوذی بر تراژان اعمال نماید، یا بر تصمیمات وی اثر بگذارد؛ و همین امر موجب بروز منازعاتی ناشناخته در حول و حوش ازدواج هادریان و سابینا شد. در اواخر حکمرانی تراژان، هادریان نتوانست منصب کنسولی ارشدی تصاحب کند و تنها در ۱۰۸ «کنسول جانشین»∗ گردید؛ این امر به وی وضعی مساوی با دیگر اعضای اشرافیت سناتوری داد اما هنوز امتیاز خاصّی که شایستهٔ یک وارث تاج و تخت باشد را نداشت. اگر تراژان اراده کرده بود، می‌توانست شاگرد خود (هادریان) را به مقام پاتریسی∗ و مزایای آن_ از جمله جهش به مقام کنسولی بدون داشتن تجربهٔ قبلی به عنوان تریبون_ ارتقاء دهد؛ اما چنین ننمود. هرچند هادریان ظاهراً منصب تریبون مردم را عهده‌دار شد (در حالی که یکسال جوانتر از عرف معمول بود) وادار به ترک داکیه و تراژان گردید تا منصب را به عهده بگیرد؛ و تراژان نیز ممکن است همین را خواسته باشد که هادریان از وی دور گردد. تاریخ آگوستا هدیهٔ تراژان به هادریان را حلقه الماسی توصیف می‌کند که تراژان شخصاً از نروا دریافت داشته بود، [هدیه ای که] «سبب تشجیع امیدهای هادریان برای عروج به تاج و تخت گردید». در حالی که تراژان فعالانه پیشرفت‌های هادریان را تصدیق می‌نمود، این کار را با احتیاط انجام می‌داد.

### جانشینی
عدم توفیق در معرفی شخصی به عنوان وارث امپراتور می‌توانست منجر به کشمکشی افسارگسیخته و مخرب بر سر قدرتْ میان مدعیان تاج و تخت شده و به جنگی داخلی منجر گردد. [اما از سویی] انتصابِ خیلی زودتر از موعد نیز ممکن بود همچون خلع∗ [ــِـ امپراتور] نگریسته شود، و شانس هرگونه انتقال نظام مندِ قدرت را کاهش دهد. هنگامی که تراژان بر بستر مرگ افتاد و توسط همسرش پلوتینا پرستاری و توسط فرماندار آتیانوس به شدّت محافظت می‌شد، می‌توانست با یک وصیت ساده در بستر مرگ و در برابر گواهانْ قانوناً هادریان را به عنوان وارث معرفی نماید اما زمانی که بالاخره یک سند انتصاب جانشینی در معرض دید گذاشته شدْ امضای آن نه توسط تراژان بلکه توسط پلوتینا انجام گرفته بود، و تاریخ آن نیز یک روز پس از وفات تراژان زده شده بود. اینکه هادریان هنوز در سوریه به سر می‌بُرد نیز خود برآشفتگی اوضاع می‌افزود، چراکه قانونِ جانشینی رومْ حضور همزمان طرفین را در مراسم تحلیف الزامی نموده بود. شایعات، تردیدها، و گمانه زنی‌هایی پیرامون انتصاب و جانشینی هادریان وجود داشتند. حدس زده شده‌است که مستخدم جوان تراژان به نام فایدیموس∗_کسی که خیلی زود پس از تراژان درگذشت_ کشته شده بود (یا خود را کُشت). منابع تاریخی در باب مشروعیت جانشینی هادریان دچار دو-دستگی هستند: دیون کاسیوس آنرا به مثابهٔ جعل و تقلب∗ می‌بیند [در حالی که] نگارندهٔ تاریخ آگوستا آن را اصیل∗.

## امپراتوری (۱۱۷)

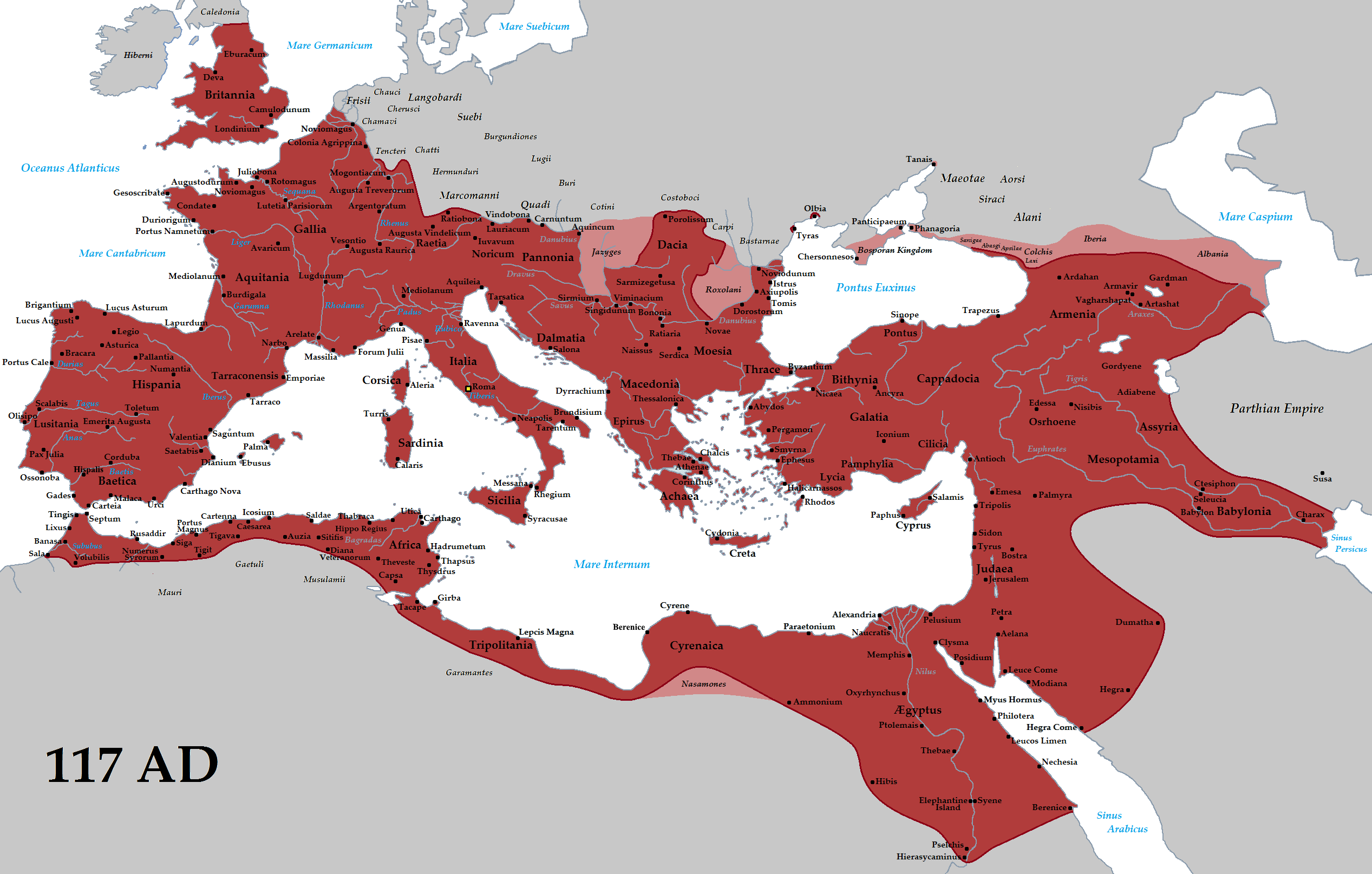
گستره امپراتوری روم در زمان فوت تراژان در اوت 117.

### تحکیم قدرت

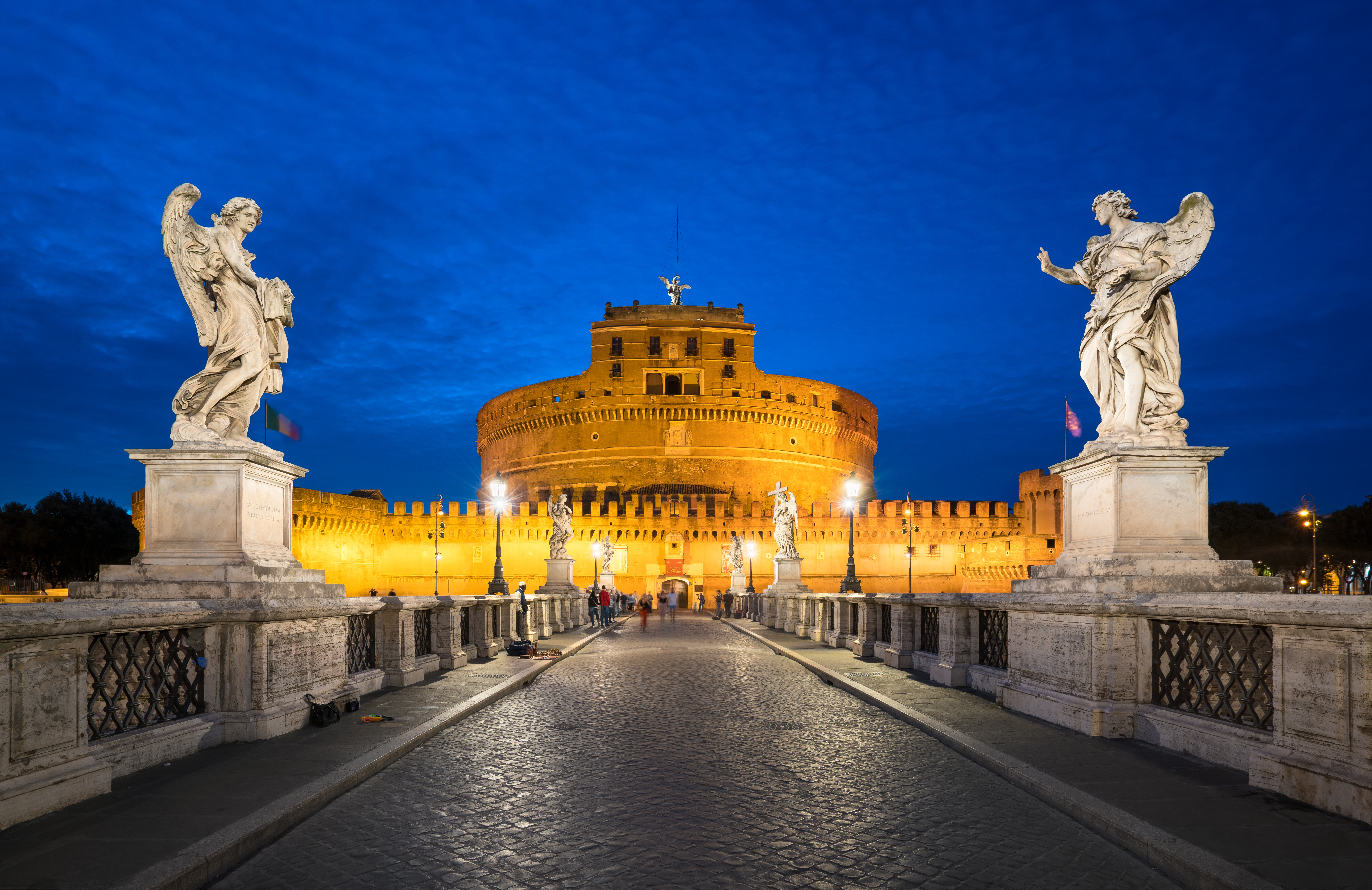
قلعه سنت آنجلو، آرامگاه یادمانی باستانی هادریان.

بر طبق آنچه تاریخ آگوستا گفته، هادریان ضمن نامه ای سنا را از بر تخت نشستن خود که از آن چونان "امری از پیش انجام شده"∗ یاد کردْ آگاه نمود و توضیح داد که "شتاب ناشایست∗ سربازان در پذیرش وی به عنوان امپراتور ناشی از این باور بوده که اوضاع و شرایط نمی‌توانست بدون

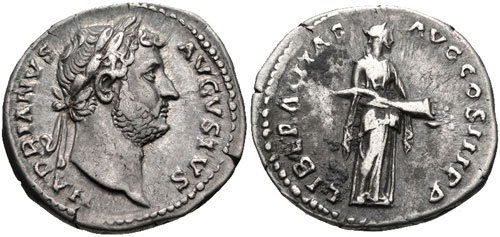
یک دناریوس هادریان که در ۱۱۹ میلادی به مناسبت سومین دورهٔ تصدی کنسولی وی ضرب و نشر شد. متن حکاکی بدین شرح است:HADRIANVS AVGVSTVS / LIBERALITAS AVG. CO[N]S III, P. P.

یک امپراتور باشد". 

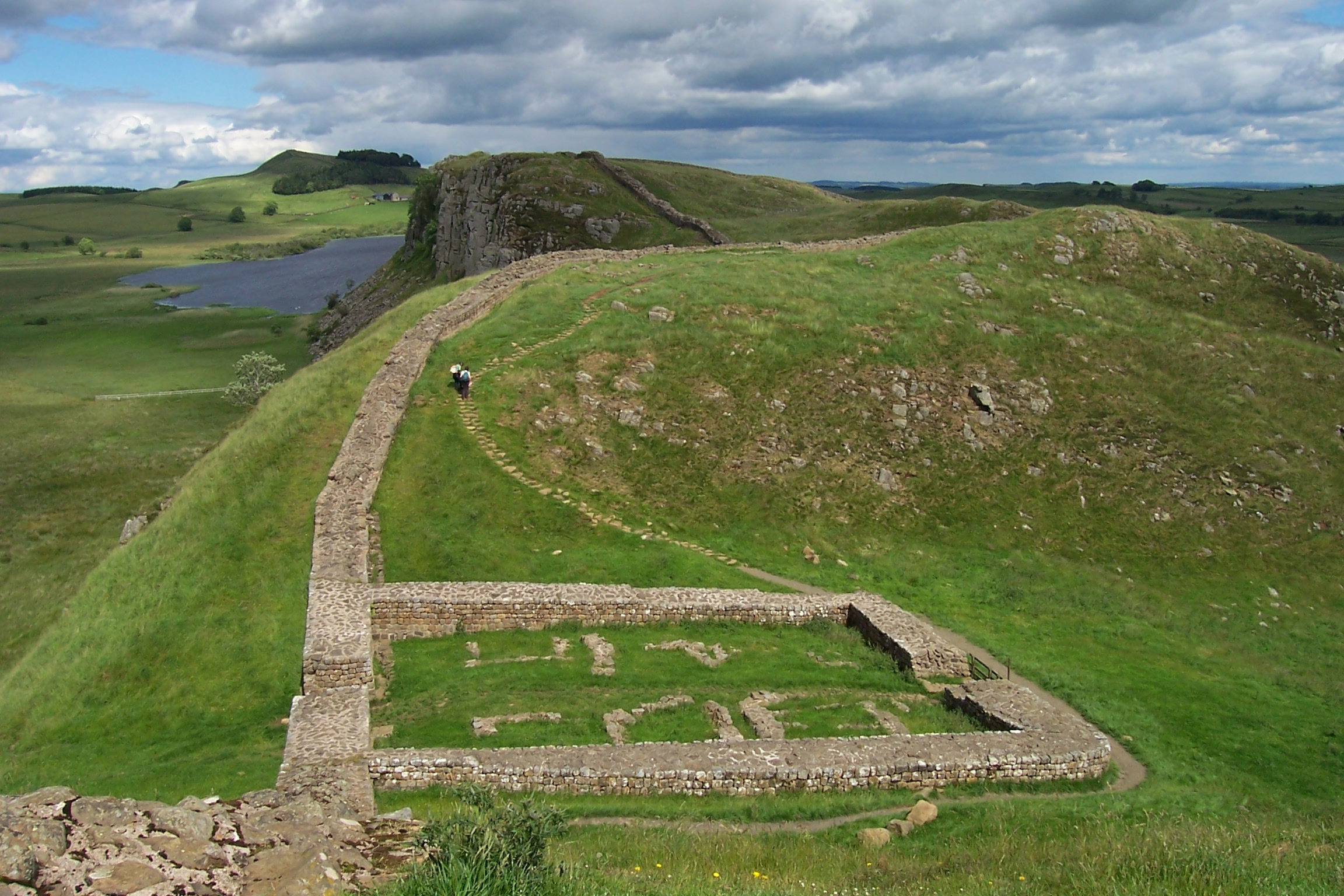
دیوار هادریان، استحکامات مرزی رومی در انگلستان شمالی.

امپراتور جدید وفاداری لژیون‌ها را با بخشیدن انعام سنتی∗پاسخ گفت و سنا نیز بر تخت نشستن وی را تأیید نمود. کارناوال‌های گوناگون عمومی از سوی هادریان سازمان داده شدند، و «انتصاب الهی»∗ وی توسط خدایان را جشن گرفتند؛ خدایانی که اکنون تراژان نیز جزئی از آنان گشته بود، چرا که هادریان درخواست تقدیس∗ وی را داده بود.

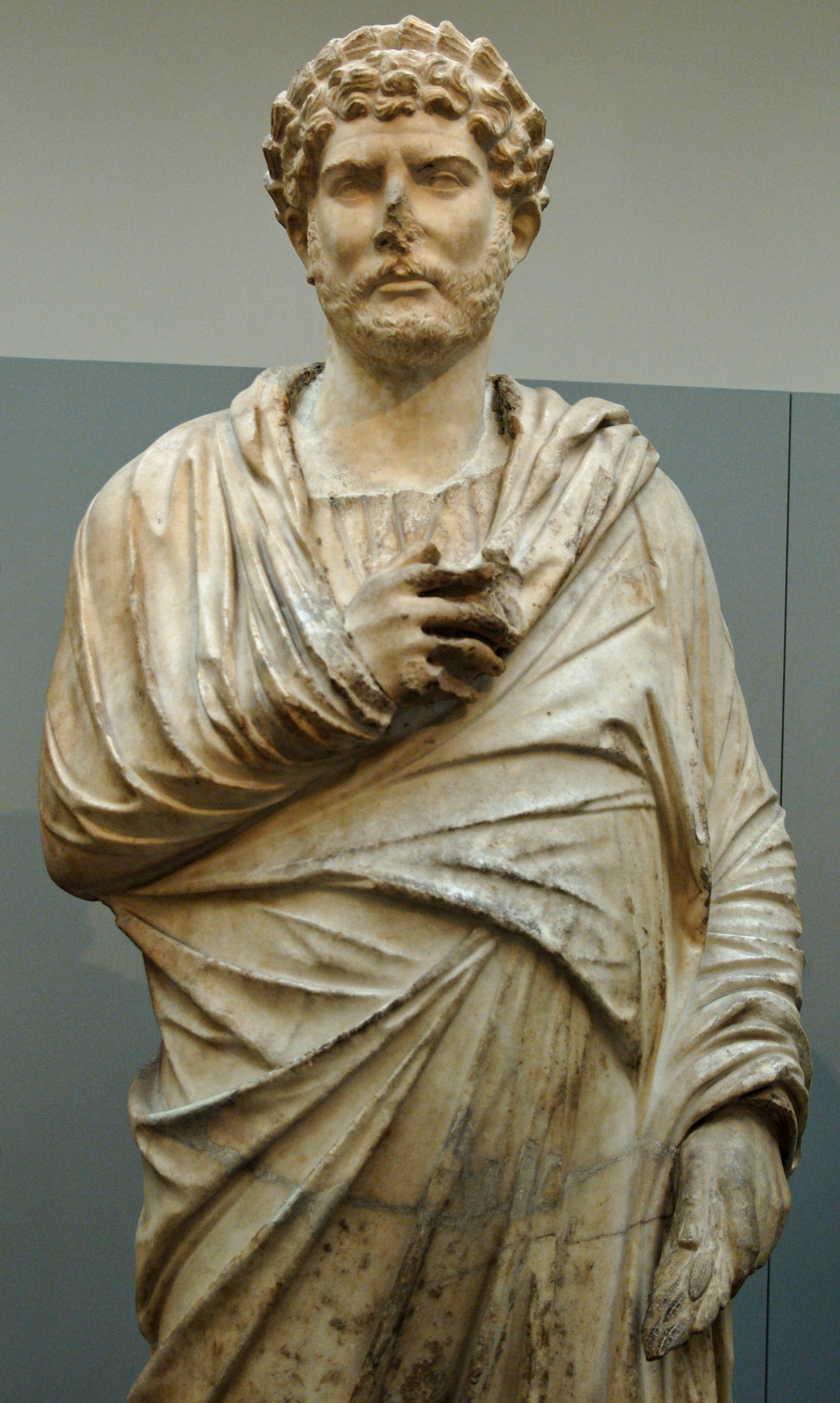
یک تندیس نامدار از هادریان در جامهٔ یونانی که در سال ۲۰۰۸ در معرض نمایش گذاشته شد و در دوره ویکتوریا با الگوی سر هادریان و بدنی ناشناس ساخته شد. این تندیس برای سالیان سال توسط تاریخ نگاران به عنوان سندی دال بر علاقهٔ هادریان به فرهنگ یونانی مورد استناد واقع شده بود. موزه بریتانیا

هادریان برای مدتی در شرق باقی ماند و شورش یهودیانی∗ که در دوران حکمرانی تراژان به وقوع پیوسته بود را سرکوب نمود. وی حاکم (استاندار) یهودا یعنی ژنرال برجسته مورویی به نام لوسیوس کوئیتوس را از سِمت فرماندهی گارد حفاظت شخصی مورویی اش برکنار ساخت؛ سپس روانهٔ سرکوبی اغتشاشات∗ در حوضهٔ دانوب گردید. در روم، محافظ∗ دیروز هادریان و فرماندار پرایتوری امروزش یعنی آتیانوس ادعا نمود که توطئه∗ ای که توسط لوسیوس کوئیتوس و سه سناتور برجستهٔ دیگر شامل لوسیوس پوبیلیوس سلسوس∗، اولوس کُرنلیوس پالما فرونتونیانوس∗، و گایوس آویدیوس نیگرینوس∗ طراحی شده بود را کشف نموده‌است. هیچگونه محاکمهٔ علنی∗ برای این چهار تن برگزار نگردید_ آنان محاکمهٔ غیابی∗ گشتند، سپس دستگیر شده و معدوم شدند. هادریان ادعا نمود که آتیانوس به ابتکار شخصی خودش عمل نموده‌است، و با امتیاز سناتوری و درجهٔ کنسولی وی را پاداش داد و تا سال ۱۲۰ به وی حقوق بازنشستگی اعطا نمود.∗ هادریان به سنا اطمینان داد که از هم‌اکنون حق باستانی اش مبنی بر بازخواست∗ و محاکمهٔ [اعضای] خودش را محترم خواهد شمرد.
دلایل این چهار اعدام یادشده در هاله ای از ابهام باقی ماندند. به رسمیت شناختن∗ هادریان به عنوان وارث مشروع ممکن است چنان دیر رخ داده باشد که نتوانسته دیگر مدعیان بالقوه را بازدارد. بزرگترین رقبای هادریان عبارت بودند از نزدیکترین دوستان تراژان، مجرب‌ترین و بزرگترین اعضای شورای امپراتوری∗؛ و هر یک از آنان می‌توانست رقیبی مشروع در [تصدی] منصب سلطنتی باشد و سیاست‌های توسعه طلبانهٔ تراژان را حمایت کند؛ سیاستی که هادریان مصمم به تغییر (کنار گذاشتن) آن بود. یکی از آنان اولوس کُرنلیوس پالما بود، کسی که به عنوان فاتح پیشین العربیة البترائیة∗(Arabia Petraea) می‌توانست جای پایی در خاور برای خود حفظ کند. تاریخ آگوستا، پالما و سومین سناتور معدوم _لوسیوس پوبیلیوس سلسوس (که در ۱۱۳ برای دومین بار به مقام کنسولی برگزیده شده بود)_ را به سان دشمنان شخصی هادریان توصیف می‌کند، کسانی که در انظار عمومی علیه وی سخن رانده بودند. چهارمین [سناتور معدوم] گایوس آویدیوس نیگرینوس بود: کنسول پیشین، روشن اندیش∗، دوست پلینی کوچک، و برای مدتی مختصر حاکم داکیا در بدو زمامداری هادریان. وی شاید رقیب اصلی هادریان در تصرف تاج و تخت بوده‌است؛ سناتوری با رتبه ارشد، والاتبار∗، و قویترین روابط؛ بر طبق تاریخ آگوستا، هادریان انتصاب نیگرینوس به عنوان وارث بلافصل خود را درنظر داشت، پیش از اینکه تصمیم به سر به نیست نمودن وی∗ بگیرد.
به زودی در سال ۱۲۵، هادریان مارسیوس توربو∗ را به عنوان استاندار پرایتوری∗خود منصوب نمود. توربو دوست نزدیک وی بود، چهره ای شاخص در سوارکاری∗، یک قاضی ارشد و پروکوراتور.∗ چون هادریانْ سوارکاران∗ را از هرگونه اقدامی علیه سناتورها منع نمودْ سنا [نتیجتاً] اقتدار قانونی تامه اش بر اعضای خود را حفظ نمود، همچنین به عنوان عالی‌ترین دادگاه تجدیدنظر∗باقی ماند، و [هرگونه ارائه] درخواست تجدیدنظر رسمی به امپراتورْ با توجه به تصمیمات آن (سنا) منع شدند. گرچه این تلاشی بود برای جبران آنچه آتیانوس _چه با اطلاع و چه بدون اطلاع کامل هادریان_ به بار آورده بود، [امّا همچنان] کافی و بسنده نبود؛ خوشنامی هادریان و روابطش با سنا در باقی دوران زمامداری اش به‌طور جبران ناپذیری تلخ شد. برخی منابعْ توسل∗ گاه‌وبیگاه هادریان به شبکه ای از مطلعین [یعنی] فرومنتاری ئی ∗ برای بازجویی سِری∗افراد دارای مقام شامخ اجتماعی از جمله سناتورها و دوستان نزدیکش را گزارش نموده‌اند.

## سفرها

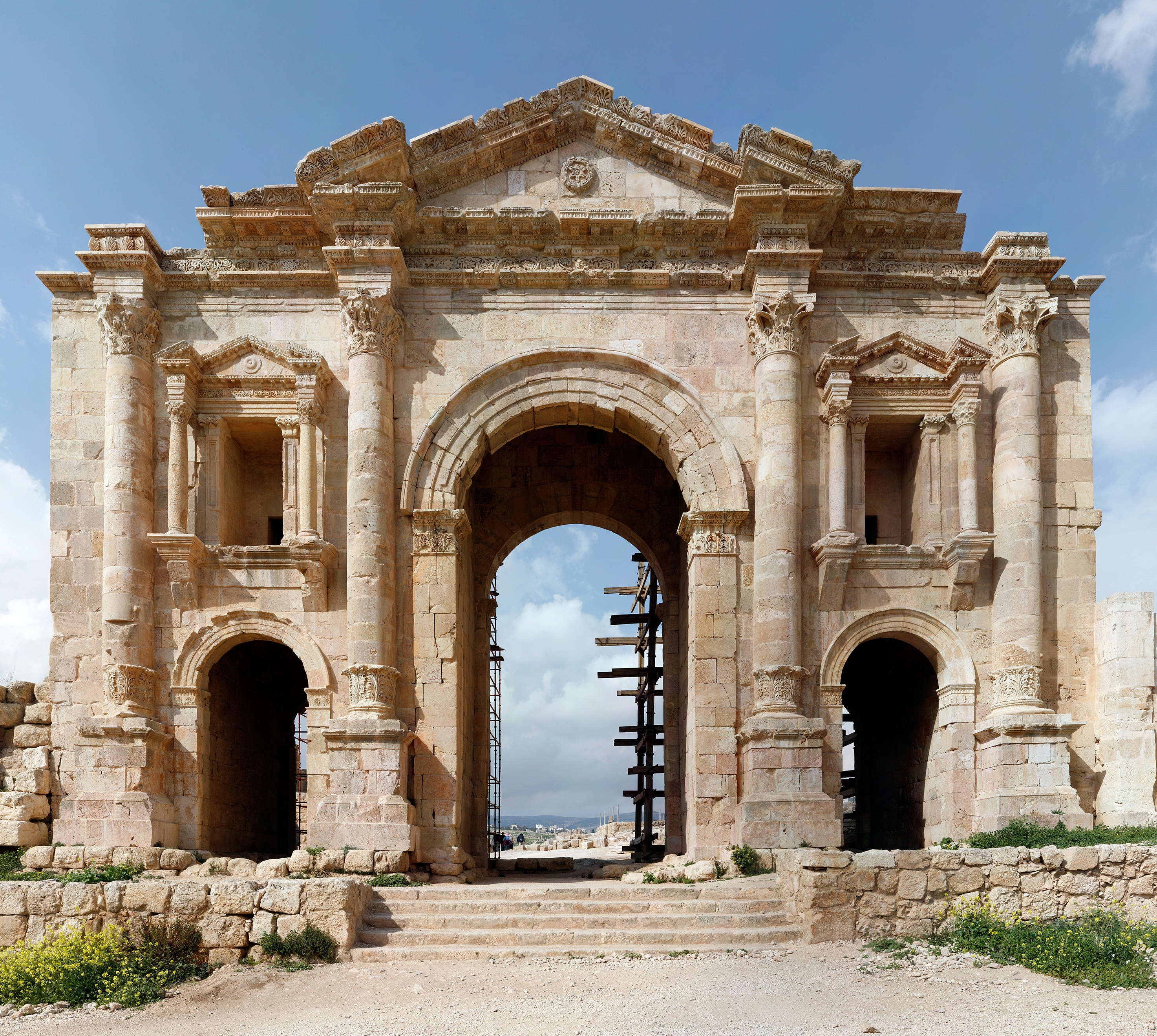
طاق هادریان در جرش، اردن که به افتخار بازدید هادریان در ۱۳۰ ساخته شد.

هادریان قرار بود بیش از نیمی از دوران زمامداری اش را در خارج از ایتالیا سپری نماید. با وجود اینکه امپراتورهای پیشینْ بیشتر بر گزارش‌های نمایندگان سلطنتی ∗ شان در سرتاسر امپراتوری متکی بودندْ هادریان امّا تمایل داشت امور را به چشم خود ببیند. امپراتورهای قبلیْ رُم را برای مدّتی طولانی ترک می‌گفتند امّا بیشتر برای رفتن به جنگ؛ و هنگامی نیز که نبرد به پایان می‌رسید بازمی‌گشتند. سفرهای تقریباً بی پایان هادریان ممکن است نشانگر گسستی حساب شده از رسوم و رویکردهای سنتی باشند؛ [رسومی] که بر طبق آنها امپراتوری یک هژمونیِ خالصاً رومی بود. هادریان کوشید ایالات را در یک اتحادیه مشترک‌المنافعی∗ متشکل از مردمان متمدن و یک فرهنگ هلنی (یونانی) مشترکْ تحت نظارت رومْ گردهم آورَد. وی از ایجاد شهرستان‌های ایالتی∗(municipia)، اجتماعات شهری نیمه خود-مختار∗ با رسوم و قوانین مختص به خودشان پشتیبانی نمود، به جای اینکه مستعمرات جدید رومی با قوانین رومی را [بدان‌ها] تحمیل نماید.
گرایشی به جهان-وطن گرایی∗ و وحدت گرایی کلیساها∗ در سکّه‌های توزیعیِ اواخر دوران زمامداری هادریان مشهود است، و نشانگر این هستند که امپراتورْ تجسم∗ ایالات مختلف را به منصهٔ ظهور می‌رساند. الیوس آریستیدس∗ بعدها نوشت که هادریان «بر روی اتباعش∗یک دست محافظ∗ قرار داد، به طوری که هر کس به کسان دیگری که از پا افتاده اندْ کمک می‌کند». تمامی این اقدامات با سُنن رومی همخوانی نداشتند. امپراتور نرونِ بی خیال∗ از سفری درازمدّت و صلح آمیز به یونان لذت برده بود، و به سبب ترک مسئولیت‌های اساسی اش به عنوان یک امپراتور مورد انتقاد نخبگان رومی واقع گردید. در ایالات خاوری، و تا حدودی در برخی ایالات باختری، نرون مورد پشتیبانی عامه قرار گرفت؛ ادعاهایی مبنی بر بازگشت یا نوزایش∗ قریب‌الوقوع ویْ تقریباً بلافاصله پس از مرگش شایع شدند. هادریان ممکن است عامداً از این روابط مثبت و مردمی در طول سفرهایش بهره‌برداری کرده باشد. در تاریخ آگوستا، هادریان «تا حدودی بیش از حد یونانی»∗ و «بیش از حد جهان-وطنی گرا برای یک امپراتور روم» توصیف شده‌است.

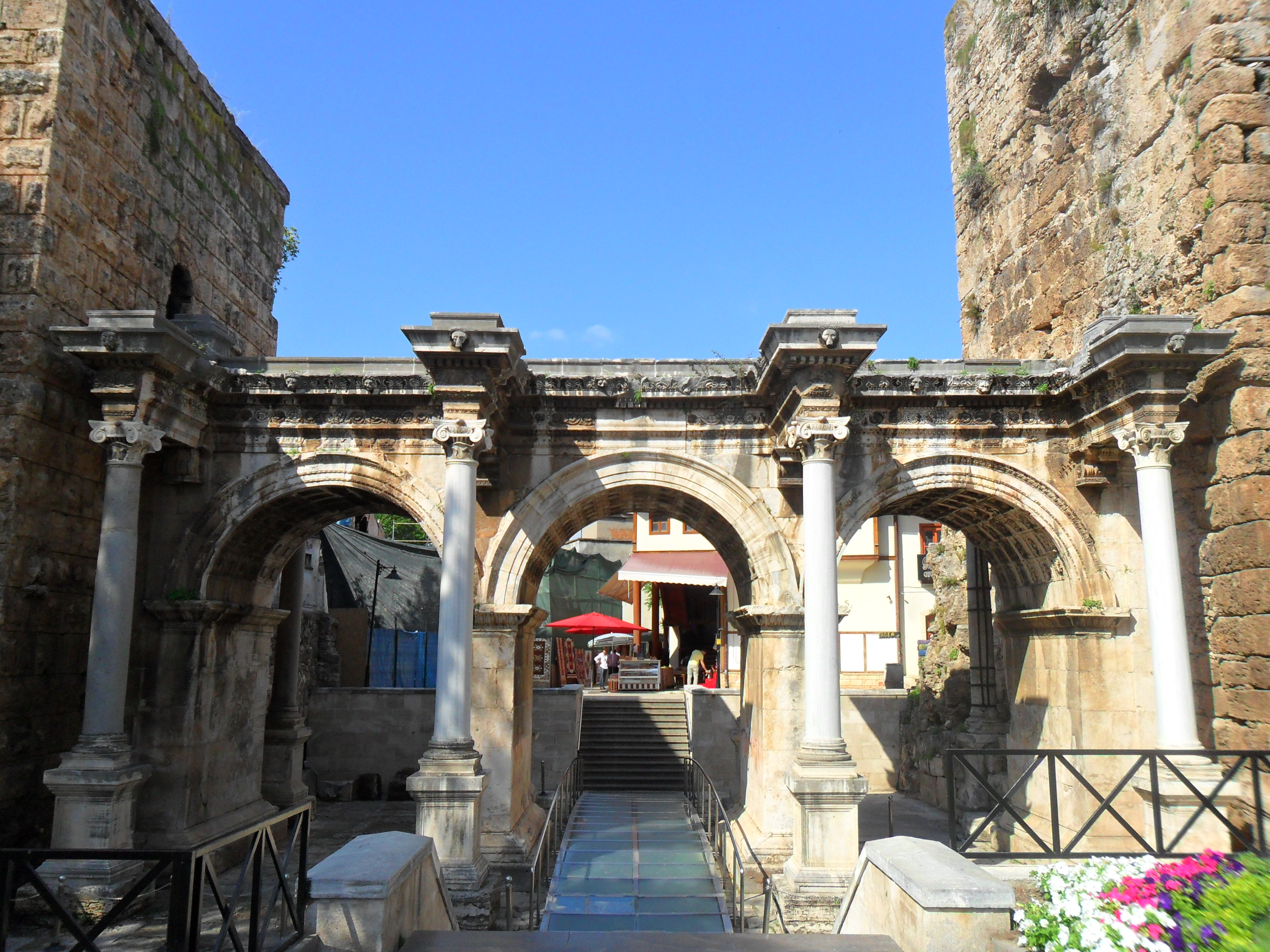
دروازه هادریان در آنتالیا در جنوب ترکیه به افتخار بازدید هادریان از این شهر در ۱۳۰ میلادی ساخته شد.

### آفریقا و آناتولی؛ دیدار با آنتینوس(۱۲۴–۱۲۳)
در ۱۲۳ هادریان از مدیترانه گذشته و وارد موریطنیه∗(مراکش فعلی) گردید، جایی که خود شخصاً نبردی جزئی علیه شورشیان محلی را رهبری نمود. این سفر به سبب دریافت گزارش‌هایی مبنی بر آماده باش جنگی پارت‌ها کوتاه شد؛ هادریان به سرعت روانهٔ خاور گردید. از برخی جهات، وی از کورینی∗(با نام امروزی شحات در لیبی فعلی) نیز دیدن نمود، جایی که شخصاً بودجه ای برای آموزش مردان جوانِ خانواده‌های والاتبار∗ جهت ارتش روم اختصاص داد. کورینی اخیراً (در ۱۱۹) بر اثر بازسازی بنّاهای عمومی ویران شده اش در طول شورش اخیر یهودیانْ کمک مالی از دولت دریافت کرده بود.
زمانی که هادریان به فرات رسید، شخصاً با شاهنشاه اشکانی خسرو یکم ملاقات و گفتگو نمود، از استحکامات روم بازدید کرد، سپس از سواحل دریای سیاه روانهٔ باختر گردید. وی شاید در نیکومدیا (اکنون با عنوان ازمیر واقع در ترکیه امروزی) که شهر اصلی استان بیتینی بودْ اتراق زمستانی نمود. نیکومدیا تنها اندک مدّتی پیش از اتراق وی به واسطهٔ زلزله ای ویران گشته بود؛ هادریان بودجه ای∗برای بازسازی آن اختصاص داد، و به عنوان احیاگر [این] استان مورد تشویق قرار گرفت.
ممکن است هادریان از کلاودیوپولیس∗(امروزه با عنوان بولو، در ترکیه امروزی) دیدن کرده و آنتینوس زیبارو را دیده باشد، پسرکی جوان از خانواده ای ضعیف∗ که معشوق∗وی گردید. منابع ادبی و سنگْ نوشته‌ای∗راجع به اینکه آنان چه موقع و در چه مکانی یکدیگر را ملاقات نمودندْ سکوت کرده‌اند؛ تصاویر آنتینوس نشان می‌دهند که وی پیش از مرگش در ۱۳۰ حدود ۲۰ سال یا بیشتر سن داشته‌است. بسیار محتمل است که در ۱۲۳ نوجوانی با ۱۳ یا ۱۴ سال سن بوده باشد. همچنین ممکن است که آنتینوس به روم فرستاده شده باشد تا به عنوان یک پیج∗آموزش ببیند و به امپراتور خدمت نماید، و تنها به صورت تدریجی بود که مورد علاقهٔ دربار امپراتوری قرار گرفت. بخش اعظم سرگذشت عملی روابط آن دو ناشناخته مانده‌است.
با یا بدون آنتینوس، هادریان روانه آناتولی گردید. منابع گوناگونی به حضور وی در مکان‌های خاص اشاره می‌کنند، و اتهام∗می‌زنند که وی شهری در میسیه∗با نام هادریانوترای∗(امروزه با عنوان بالیکسیر در ترکیه امروزی) را بنّا ساخت؛ پس از اینکه یک گراز∗را با موفقیت شکار نمود. در همین زمان، طرح‌هایی مبنی بر تکمیل معبد زئوس در سیزیک∗که توسط پادشاهان پرگامون آغاز شده بودْ عملیاتی شدند. تندیسی غول پیکر از هادریان نیز به معبد اهدا گردید. سیزیک، پرگامون، سمورنا (با عنوان فعلی ازمیر)، اِفِسوس، و سارد به عنوان مراکز منطقه ای برای [ترویج] سنت پرستش امپراتوری∗ ارتقا یافتند.

### یونان(۱۲۵–۱۲۴)
هادریان در طول پائیز ۱۲۴ به یونان رسید و در مراسم اسرار الوزینیا شرکت جُست. وی دِین∗خاصی به آتن داشت، [شهری] که در گذشته به این امپراتور شهروندی∗ و مقام آرخونات∗(archonate) را بخشیده بود. به درخواست آتنی‌ها، وی قانون اساسی∗آنان را بازبینی و اصلاح نمود_ و در میان اقدامات دیگر، یک فولیِ∗(معادل یونانی قبیله) جدید بدان‌ها افزود که به نام خودش نام گذاری گردید. هادریان میانجی گریِ∗مثبت∗و مداخله جویانه را با احتیاط و حزم∗ ترکیب نمود. وی هرگونه میانجی گری در یک کشمکش محلی میان تولیدکنندگان روغن زیتون و انجمن و شورای آتن∗ را رد نمود؛ [شورایی] که تولید به مقداری ثابت را به تولیدکنندگانِ روغن زیتون تحمیل نموده بود؛ با این وجود وی (هادریان) یارانه ای سلطنتی∗ برای منابع دانه∗آتنی‌ها اختصاص داد. هادریان دو بنیاد∗برای اسپانسر∗(حمایت مالی) بازی‌های عمومی، فستیوال‌ها و مسابقاتی که در دولت-شهر آتن برگزار می‌شدند را ایجاد نمود، تا اگر هیچ‌یک از شهروندانْ ثروت یا رغبت کافی برای اسپانسر آنان در قامت گیمناسیارخ∗ یا آگونوتِتس∗را نداشتْ این بنیاد خود اسپانسر [این بازی‌ها و مسابقات] را برعهده گیرد. به‌طور کلی هادریان ترجیح داد که اشراف یونان از جمله مبلغین سنت پرستش امپراتوری∗ بر روی اقدامات و کارهای ماندگارتری مانند آباره∗ها و آب‌نما∗های عمومی تمرکز نمایند. آتن دو تا از این آب‌نماها را دریافت داشت، یکی هم به آرگوس داده شد.
در طول زمستان وی به پلوپونز سفری نمود، مسیر دقیقش نامعلوم است اما از اپیداروس گذشت؛ پوسانیاس معابدی که توسط هادریان در آنجا ساخته شدند، و نیز تندیس خودش _در فُرم برهنگی قهرمانانه∗_ که توسط شهروندان آنجا به افتخار این «احیاگر»∗شان خلق شد را توصیف می‌کند. آنتینوس و هادریان ممکن است در این دوران عاشق یکدیگر بوده باشند؛ هادریان سخاوت خاصّی نسبت به مانتینیا∗نشان داد، [شهری] که دارای پیوندهای مؤثر باستانی، اساطیری و سیاسی با زادگاه آنتینوس یعنی بیتینی بود. وی معبد پوزئیدون مانتینیا را بازسازی نمود، و با توجّه به گفته‌های پوسانیاسْ نام اصیل و سنتی شهر را بدان بازگرداند. این [شهر] از زمان‌های هلنیستی، پس از پادشاه مقدونی آنتیگونوس سوم∗ به نام آنتیگونیا∗خوانده می‌شد. هادریان همچنین زیارتگاه‌های مقدّس آبه∗ و مگارا و هرایونِ آرگوس∗ را بازسازی نمود.
در طول سفر به پلوپونز، هادریانْ بزرگِ خاندان اسپارتها به نام اوریکلس هرکولانوس∗_بزرگِ خاندان اوریکلید∗ که از زمان آگوستوس بدین سو بر اسپارت حکمرانی نموده بودند_ را قانع ساخت که به موازات بزرگِ خاندان آتنی‌ها به نام هرودس آتیکوس بزرگتر∗ وارد سنا[ی روم] گردد. [این] دو مرد اشرافی نخستین «یونانیان قدیم» ی شدند که به عنوان نمایندگان دو «قدرت بزرگ» دوران باستان وارد سنای روم می‌شدند. این گامی مهم در چیره آمدن بر بی میلی اشراف یونانی در شرکت جُستن در زندگی سیاسی رومی بود. در مارس ۱۲۵، هادریان با پوشیدن لباس آتنی، فستیوال آتنیِ دیونیسیا را ریاست نمود. معبد زئوس المپی برای بیش از پنج سده در دست ساختمان بود؛ هادریان منابع عظیمی را [شخصاً] در اختیار خود گرفت تا اطمینان یابد که این [ساختمان به زودی] به اتمام خواهد رسید. وی همچنین طراحی و ساختمان آبارههای مخصوصاً پُر چالش∗و جاه طلبانه ای برای انتقال آب به آگورای آتن را سازماندهی نمود.

### بازگشت به ایتالیا و سفر به آفریقا
در راه بازگشت خود به ایتالیا، هادریان میانبری∗ به سیسیل زد. سکّه‌ها به بزرگداشت وی در قامت منجی [این] جزیره پرداختند. در راه بازگشت به روم، وی از پانتئونِ بازسازی شده و نیز ویلای تکمیل شده خود در نزدیکی تیولی در میان تپه‌های سابین دیدن نمود. در ابتدای مارس ۱۲۷ هادریان سفری به سراسر ایتالیا انجام داد؛ از روی پیشکش‌ها و انعام هایی∗ که بخشیدْ مشخص است که مسیر سفرش را مرمت نموده‌است. وی زیارتگاه کوپرا در کوپرا ماریتیما∗را مرمت نمود، و زه کشیِ∗دریاچه فوچینو∗را بهبود داد. [اما] آنچه کمتر از این قبیل سخاوتمندی‌ها خوشایند بودْ تصمیم وی در سال ۱۲۷ مبنی بر تقسیم ایتالیا به چهار منطقه تحت ریاست لگاتوس∗های سلطنتی با رتبهٔ کنسولی بود که در قامت فرماندار عمل می‌کردند. به آنان صلاحیت قضایی∗در سراسر ایتالیا، به جز خودِ روم، اعطا گردید؛ بنابراین رسیدگی به امور ایتالیا را از اختیار دادگاه‌های روم خارج می‌کرد. اینکه ایتالیا عملاً به وضعیت یک گروهِ ایالتیِ صرف∗ بدل گشتهْ به مذاق سنای روم خوش نیامد؛ و [این] ابتکار مدّت چندانی پس از حکمرانی هادریان عمر نکرد.
هادریان در طول این زمان احساس بیماری نمود؛ سرشت بیماری وی هرچه که بودهْ وی را از تدارک سفری به آفریقا در بهار ۱۲۸ بازنداشت. رسیدن وی [به آفریقا] با نشانهٔ میمون بارندگی همزمان گردید، که البته با خشک سالی به پایان رسید. افزون بر نقش وی به عنوان خیر∗ و احیاگر∗، وی وقتی را هم به بازرسی نظامیان اختصاص داد؛ سخنرانی وی برای آنان اکنون در دسترس است. هادریان در تابستان ۱۲۸ به ایتالیا بازگشت اما اقامت وی کوتاه بود، چه وی تدارک سفری دیگر که قرار بود سه سال به طول بینجامد را می‌دید.

### یونان، آسیا و مصر (۱۳۰_۱۲۸)؛ مرگ آنتینوس
در سپتامبر ۱۲۸، هادریان بار دیگر در مراسم اسرار الوزینیا شرکت جُست. این بار سفر وی به یونان ظاهراً بر آتن و اسپارت متمرکز شده بود_ دو رقیب باستانی برای تسلط بر یونان. هادریان[تاکنون] روی ایدهٔ تمرکز بر احیای یونان از طریق اتحادیه آمفیکتیونی∗ که در دلفی پی ریزی شده بودْ پافشاری نموده بود اما اکنون به امری بس عظیم تر می‌اندیشید. [سیاستِ] جدید پان هلنیونِ∗ وی قرار بود مجمعی∗باشد که شهرهای یونانی را گرد هم می آورَد. پس از آماده‌سازی مقدمات، هادریان روانهٔ افسوس گردید.
از یونان، هادریان روانهٔ مصر شد، شاید با گذر از دریای اژه به همراهی تاجری افسوسی به نام لوسیوس اراستوس∗. هادریان بعداً نامه ای به مجمع افسوس∗ فرستاد [که ضمن آن] از اراستوس به عنوان نامزدی ارزشمند برای عضویت مجمع شهر∗ حمایت نمود و هزینه لازمه را نیز پیشنهاد داد.∗
هادریان پیش از سال نوی مصری در ۲۹ اوت ۱۳۰ به مصر رسید. وی اقامت خود در مصر را با بازسازی آرامگاه پومپهٔ بزرگ در پلوزیوم افتتاح نمود، قربانی به درگاه وی به عنوان قهرمان تقدیم داشت و یک اپیگراف برای آرامگاه نگاشت. از آنجا که در سطح جهانیْ پومپه به عنوان مؤسس هژمونی روم در خاور شناخته میشدْ این بازسازی [ـِـ آرامگاهش] شاید با نیاز به باز-تحکیم∗ هژمونی خاوری روم پس از ناآرامی‌های اجتماعی ای که در اواخر دوران حکمرانی تراژان به وقوع پیوستندْ مرتبط بوده باشد. هادریان و آنتینوس در صحرای لیبی یک شیر را شکار نمودند؛ چکامه ای که در اینباره توسط پانکراتس یونانی سروده شدهْ بدوی‌ترین گواه بر اینست که آنان در سفر همراه یکدیگر بوده‌اند.
درحالی که هادریان و هیئت همراهش بر روی رود نیل شناور بودندْ آنتینوس غرق گردید. اوضاع عینی حول و حوش مرگ وی مبهم و ناشناخته اند؛ و گمانه زنی‌هایی مبنی بر تصادف، خودکشی، قتل و فدیه دینی وجود دارند. تاریخ آگوستا چنین گزارش می‌دهد:
در طول سفر نیل وی آنتینوس را از دست داد _معشوقش_ و به خاطر این نوجوان وی به سان یک زن گریست. راجع بدین واقعه شایعات گوناگونی وجود دارند؛ برخی ادعا دارند که وی خود را به جهت (به خاطر) هادریان فدا نمود، و برخی [ادعاهای] دیگر. اما هرچه باشد، یونانیان به درخواست هادریان وی را تقدیس∗ نمودند.
هادریان شهر آنتینوپولیس را به افتخار آنتینوس در ۳۰ اکتبر ۱۳۰ بنّا ساخت. وی سپس از نیل روانه تبای گردید، جایی که دیدار وی از دو مجسمه ممنون در ۲۰ و ۲۱ نوامبر با چهار تقریظ که توسط جولیا بالبیلا نگاشته شدندْ گرامی داشته شد؛ این تقریظ‌ها هم‌اکنون نیز موجودند. پس از آن، وی روانهٔ شمال گردید و در آغاز دسامبر به فیوم رسید.

### یونان و خاور (۱۳۲–۱۳۰)
سفرهای هادریان پس از سفرش به نیل نامعلوم اند. وی چه به روم بازگشته باشد و چه نه، در طول ۱۳۰/۳۱ رهسپار خاور گردید، تا سیاست جدید پان هلنیستی∗ خود را سازمان داده و راه اندازی کند، [سیاستی] که قرار بود بر معبد زئوس در آتن متمرکز باشد. از آنجا که درگیری‌های محلی به شکست طرح پیشینِ مجمع هلنی به مرکزیت دلفی انجامیدند، هادریان به جای آنْ مجمع بزرگی متشکل از تمامی شهرهای یونانی را برگزید. عضویت موفقیّت آمیز [در این مجمع] شامل ادعاهای اساطیرآلود∗یا جعلی مبنی برداشتن اصالت یونانی و [نیز] اثبات وفاداری به امپراتوری روم می‌شدند، تا بلکه نظریات هلنیستیِ شخصی و آرمانی هادریان را ارضا کنند. هادریان خود را به سان پاسدار فرهنگ یونانی و «آزادی» یونان می‌دید _در این مورد، حکومت حودمختار شهری∗. همین به هادریان اجازه داد که خود را به سان وارث خیالی پریکلس بنمایانَد، کسی که از قرار معلوم یک کنگرهٔ پان-هلنیستی پیشین ایجاد نموده بود_چنین کنگره ای تنها در زندگی‌نامهٔ پریکلس نوشتهٔ پلوتارک مورد اشاره گرفته‌است، کسی که برای نظام و ثبات امپراتوری روم احترام قائل بود.
شواهد کتیبه ای حدس می‌زنند که چشم‌انداز ورود به [مجمع] پان هلنیون برای شهرهای ثروتمندتر و یونانی شدهٔ ∗آسیای صغیر توجّه کمتری جلب می‌کرد؛ [شهرهایی] که به تقدم و تفوقی که یونانی‌های آتنی و اروپایی در طرح هادریان داشتندْ رشک می‌ورزیدند. مفهوم هادریانی هلنیسمْ باریک بینانه و عامدانه باستانی شده∗بود؛ وی «یونانیت»∗را در [داشتن] سرچشمهٔ باستانی فرهنگ یونانی _ به جای مفاهیم وسیعتر و شامل تر_ تعریف نموده بود. [تا جایی که] برخی شهرها _از جمله سیده_ [حتّی] با ادعای مشکوک یونانیتْ نیز همچون تماماً یونانی به رسمیت شناخته شدند. جامعه‌شناس آلمانی گئورگ زیمل اشاره کرده که پان هلنیون بر پایهٔ «مسابقات، یادبودها∗، و پاسداری از یک هلنیسم آرمانی و کاملاً غیرسیاسی» بنّا شده بود.
هادریان عنوان‌ها افتخاری به بسیاری از مراکز منطقه ای بخشید. از پالمیرا به صورت رسمی دیدار شد و نام مدنی∗ هادریانا پالمیرا∗ بدان داده شد. هادریان همچنین جوایزی به اشراف پالمیرا بخشید؛ که یکی از آنان سوآدوس∗بود، کسی که اقدامات زیادی برای حفظ تجارت پالمیرایی میان امپراتوری روم و شاهنشاهی پارت انجام داده بود.
هادریان زمستان ۳۲_۱۳۱ را در آتن گذراند، جایی که معبد زئوس اُلُمپی را که اکنون تکمیل شده بود را افتتاح کرد، و در ۱۳۲ نیز به سوی خاور رهسپار یهودیه شد.

## جنگ سوّم روم و یهود
در یهودیه هادریان از اورشلیم دیدن نمود؛ [جایی که] هنوز ویرانه‌های نخستین جنگ یهود-روم در ۷۳–۶۶ در آن برجای مانده بودند. احتمالاً وی نقشه بازسازی اورشلیم به عنوان یک مستعمره رومی∗ را در سر داشت _همانطوری که وسپازیان با قیصریه ماریتیما کرده بود_ آنهم با مزایای افتخاری و مالی گوناگون. جمعیتِ غیر-رومی اجبار و تکلیفی برای عمل به سنن مذهبی رومی نداشتند اما [حداقل] از آنان انتظار می‌رفت که نظام سلطنتی روم را پشتیبانی کنند [و آنرا محترم شمارند]؛ همین [امر] در قیصریه نیز ثابت شده بود، جایی که برخی یهودیان در طول هر دو شورش ۶۶ و ۱۳۲ در ارتش روم به خدمت پرداختند. حدس زده شده که هادریان قصد همگون‌سازی فرهنگی معبد یهودیان با سنت امپراتوری∗ مدنی-مذهبی روم را داشت؛ چنین همگون سازی‌هایی در یونان و دیگر استان‌ها برای مدّتها امری معمولی و در مجموع موفقیّت آمیز بودند. سامری‌های همجوار عملاً رسوم مذهبی خود را با [رسوم مذهبیِ] یونانی ادغام و همگون کرده بودند. [اما] یکتاپرستی خشن یهودی نشان داد که در برابر فریب و نیرنگ∗ و تقاضاهای دربار روم مقاومت می‌کند. یک شورش عظیم یهودی ضد یونانی و ضد رومی به وقوع پیوست که توسط شمعون بارکوخبا∗ هدایت می‌شد. حکمران رومی تینیوس روفوس∗ تقاضای یک ارتش را کرد تا مقاومت (شورش) را در هم بشکند؛ بارکوخبا هر یهودی که از پیوستن به دار و دسته اش اجتناب کرد را مورد تنبیه قرار داد. بر طبق گفته‌های ژوستین شهید و یوسیبوس این کار بیشتر علیه مسیحیان مرتد∗ انجام می‌شد، کسانی که با ادعاهای موعودگرایی∗بارکوخبا در ستیز بودند.
حدس تاریخ آگوستا اینست که شورش به سبب اقدام هادریان در منع عمل ختنه (بریت میلا) نضج گرفته بود؛ وی به عنوان یک یونانی-گرا آنرا (ختنه) به مثابه نوعی معیوب سازی∗می‌دید. پژوهشگری به نام پیتر شافر∗ تأکید دارد که با توجه به سرشت بحث برانگیزِ مشهودِ تاریخ آگوستا به عنوان یک منبعْ هیچگونه سند و مدرکی دال بر چنین ادعایی وجود ندارد؛ مسخرگی∗نویسندهٔ متن مذکور و نیز این حقیقت که قانونِ آن زمانِ روم مبنی بر «معیوب سازی آلت تناسلی»∗ ظاهراً مشتمل بر امر کلی اخته سازی∗بردگان توسط ارباب‌هایشان بوده‌است [نیز دلایل دیگری اند بر ردّ ادعای تاریخ آگوستا]. علل دیگری نیز ممکن است به وقوع شورش کمک کرده باشند؛ یک هیئت فرمانداری قُلدر مآب∗ و بی عاطفه به لحاظ فرهنگی، تنش‌های میان استعمارگران رومیِ فقیر و بدون زمینی که در راه بودند و از مزایای دریافت زمین [از سوی دولت روم] بهره‌مند بودند، [و در نهایت] عقاید موعودگرایانه بالقوه نیرومندی که مبتنی بودند بر پیشگویی ارمیای نبی که اظهار می‌داشت معبدْ هفتاد سال پس از ویرانی اش بازسازی خواهد شد، چنان‌که معبد نخست پس از اسارت بابلی بازسازی شد.
با توجه به سرشت ناقص شواهد موجود، تعیین تاریخ دقیقی برای آغاز شورش ناممکن است اما احتمالاً در میانهٔ تابستان و پائیز ۱۳۲ آغاز شده‌است. رومیان به سبب توحش سازمان یافتهٔ شورش درهم کوبیده شدند. هادریان ژنرال خود به نام سکستوس یولیوس سوروس∗ را از بریتانیا فراخواند، و نیروهایی از دانوب نیز جمع‌آوری نمود. تلفات روم سنگین بود: یک لژیونِ کامل یا معادل عددی آن با حدود ۴۰۰۰ نفر. گزارش جنگی که هادریان به سنای روم فرستادْ آداب تکریم معمول را رعایت نکرده بود: «اگر شماها و فرزندانتان در سلامتی هستید، عالیست؛ من و لژیون‌ها در سلامتیم»∗.
شورش در ۱۳۵ سرکوب شد. بر طبق گفتهٔ کاسیوس دیو، عملیات‌های جنگی روم در یهودیه حدود ۵۸۰٬۰۰۰ کشته یهودی و ویرانی ۵۰ شهر استحکامی و ۹۸۵ روستا را درپی داشت. نسبت نامعلومی از جمعیت نیز به اسارت گرفته شدند. بیتار، شهری مستحکم در ۱۰ کیلومتری جنوب-غربی اورشلیم پس از سه سال و نیم محاصره سقوط نمود. وسعت و حدود اقدامات تنبیهی علیه جمعیت یهودی تاکنون محل بحث و مشاجره است.
هادریان نام استان را از نقشهٔ رومی حذف کرده و عنوان سوریه فلسطین را بر آن نهاد، و پس از آنکه اورشلیم را به سبک یونانی بازسازی کرد، عنوان آن را به افتخار خود و زئوس به «آئلیا کاپیتولینا»∗ تغییر داد («آئلیا» مؤنث «آئلیوس» نام خانوادگی هادریان است) و مردمش را به بت‌پرستی خواند و فرمود تا هیچ یهودی در آن سکنی نگزیند؛ و یونانیان را در آن جای داد، چنان‌که اورشلیم از آنان پُر شد. اینکار به آوارگی بزرگ یهودیان انجامید. بر طبق گفته‌های اپیفانیوس، هادریان یکی از بستگان اکتسابی خود به نام آکوئیلای اهل سینوپه∗ را به سِمت «ناظر عملیات بازسازی شهر» گماشت. پس از سرکوبی شورشْ هادریان برای سامری‌ها معبدی بر روی جبل جرزیم∗ ساخت و آنرا وقف زئوس هیپسیستوس (Zeus Hypsistos به معنای زئوس اعلا یا Highest Zeus) نمود. سرکوب خونین این شورش به استقلال سیاسی یهودیان از نظام امپراتوری مُهر پایان زد.
سنگ نبشته‌ها روشن می‌سازند که در ۱۳۳ هادریان با ارتشیان خود علیه شورشیان وارد نبرد شد. وی سپس به روم بازگشت، _احتمالاً در همان سال_ و چنان‌که سنگ نبشته‌ها می گویندْ از طریق ایلیریا.